# Kati (település)
Kati város Maliban, Koulikoro régióban. Nagyjából 15 km-re északnyugatra fekszik az ország fővárosától, Bamakótól. Népessége körülbelül 40 000 fő, többségük muszlim, de római katolikus misszió is működik a városban. A lakosság nagyja a bambara nyelvet használja.

## Gazdaság
Kati a róla elnevezett körzet központja. Katonai helyőrség is működik itt, ezért a polgári kórház mellett katonai kórházzal is rendelkezik a város. Emellett több oktatási intézmény is helyet kapott a településen, mint az általános iskolák, a középiskolák, valamint a kollégiumok. Francia közreműködéssel ifjúsági klubot és művészeti központot is létrehoztak a városban.
Kati virágzó kereskedelemmel rendelkezik, minden héten fontos szarvasmarha vásárt is tartanak. A város a Dakar-Niger vasútvonalon, valamint a fővárost és Mali többi nagyobb városát összekötő közúton fekszik.

## Fordítás
- Ez a szócikk részben vagy egészben  a   Kati, Mali című angol Wikipédia-szócikk fordításán alapul.  Az eredeti cikk szerkesztőit annak laptörténete sorolja fel. Ez a jelzés csupán a megfogalmazás eredetét és a szerzői jogokat jelzi, nem szolgál a cikkben szereplő információk forrásmegjelöléseként.